# Kasteel van l'Engarran
Het Kasteel van l'Engarran (Frans: Château de l'Engarran) is een kasteel in de Franse gemeente Lavérune.